# Condado de Henry (Ohio)
El condado de Henry es uno de los 88 condados del Estado estadounidense de Ohio. La sede del condado es Napoleon, y su mayor ciudad es Napoleón. El condado posee un área de 1.088 km² (los cuales 9 km² están cubiertos por agua), la población de 29.210 habitantes, y la densidad de población es de 27 hab/km² (según censo nacional de 2000). Este condado fue fundado en 1820.